# Cyprus op het Eurovisiesongfestival 1981
Cyprus nam deel aan het Eurovisiesongfestival 1981 in Dublin, Ierland. Het was de 1ste deelname van het land op het Eurovisiesongfestival. De CyBC was verantwoordelijk voor de Cypriotische bijdrage voor de editie van 1981.

## Selectieprocedure
Voor de eerste kandidaat van Cyprus te kiezen, koos men voor een interne selectie

## In Dublin
In Dublin trad Cyprus als 18de van twintig landen aan, na Griekenland en voor Zwitserland. Het land behaalde een 6de plaats, met 69 punten. Men ontving 1 maal het maximum van de punten.
België had 7 punten over voor het lied, Nederland gaf 8 punten.

### Gekregen punten

#### Finale
| 12 punten     | 10 punten             | 8 punten                   | 7 punten             | 6 punten      |
| ------------- | --------------------- | -------------------------- | -------------------- | ------------- |
| - Griekenland | - Verenigd Koninkrijk | - Ierland - Nederland      | - België - Noorwegen | - Joegoslavië |
| 5 punten      | 4 punten              | 3 punten                   | 2 punten             | 1 punt        |
| - Israël      |                       | - Denemarken - Zwitserland |                      |               |

### Punten gegeven door Cyprus

#### Finale
Punten gegeven in de finale:
| 12 punten | Ierland             |
| 10 punten | Zwitserland         |
| 8 punten  | Duitsland           |
| 7 punten  | Frankrijk           |
| 6 punten  | Griekenland         |
| 5 punten  | België              |
| 4 punten  | Verenigd Koninkrijk |
| 3 punten  | Joegoslavië         |
| 2 punten  | Nederland           |
| 1 punt    | Zweden              |

1981 · 1982 · 1983 · 1984 · 1985 · 1986 · 1987 · 1988 · 1989 · 1990 · 1991 · 1992 · 1993 · 1994 · 1995 · 1996 · 1997 · 1998 · 1999 · 2000 · 2001 · 2002 · 2003 · 2004 · 2005 · 2006 · 2007 · 2008 · 2009 · 2010 · 2011 · 2012 · 2013 · 2014 · 2015 · 2016 · 2017 · 2018 · 2019 · 2020 · 2021 · 2022 · 2023 · 2024 · 2025